# إسقاط سوخوي 24 الروسية (2015)
وقعت حادثة إسقاط مقاتلة سوخوي 24 روسية عندما أطلقت قوات الدفاع الجوية التركية في 24 نوفمبر 2015 النار على مقاتلة روسية من طراز سوخوي سو-24 مما أدى إلى سقوطها قرب الحدود السورية التركية. فوق جبل التركمان بمحافظة اللاذقية السورية.

## خلفية
في 3 أكتوبر 2015، وقبيل هذه الحادثة، كانت وزارة الخارجية التركية قد أعلنت بأن القوات الجوية التركية اعترضت طائرة روسية اخترقت المجال الجوي التركي فوق ولاية هاتاي، وجرى الاعتراض بطائرتي إف-16 في ظهر ذلك اليوم، واتجهت الطائرة الروسية على أثر ذلك نحو الأجواء السورية. استدعت وزارة الخارجية التركية حينها السفير الروسي لإبلاغ احتجاجها وصرحت بأن روسيا ستكون مسؤولة عن أي حوادث قد تقع في المستقبل. اعترفت وزارة الدفاع الروسية بوقوع الاختراق وقالت إن طائرة من نوع سوخوي سو-30 اخترقت الأجواء التركية لبضع ثوان بسبب الطقس السيء.

## الحادث

الطائرة الروسية أثناء احتراقها في الجو.

### الرواية التركية
قالت السلطات التركية أنها أسقطت الطائرة الروسية بعد انتهاك المجال الجوي التركي، مضيفة أنه "بموجب قواعد الاشتباك جرى إسقاط طائرة روسية طراز سوخوي سو-24 عقب تجاهلها لعشر تحذيرات أطلقتها القوات الجوية التركية خلال 5 دقائق قبل اسقاط الطائرة.
وقال رئيس الوزراء التركي أحمد داوود أوغلو أن الجيش التركي قام بواجب وطني لاتخاذ أي إجراء ضد من يريد اختراق مجالنا الجوي أو حدودنا.

### الرواية الروسية

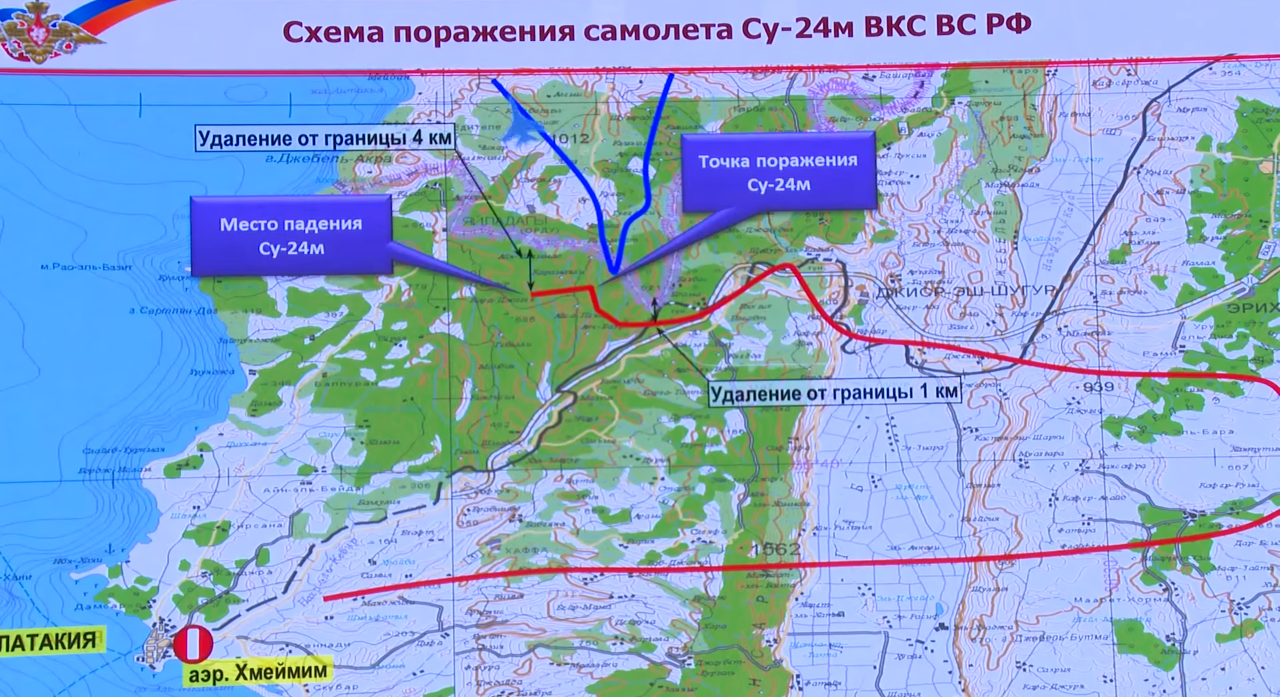
ظهور الخارطة التي تقول روسيا أن مقاتلاتها الحربية أستهدفت داخل الأراضي السورية

ذكرت وزارة الدفاع الروسية أن طائرة حربية من طراز سوخوي سو-24 تحطمت في سوريا جراء إصابتها بينما كانت تحلق على ارتفاع 6 آلاف متر. وأن الطيارين تمكنا من مغادرة الطائرة. ذكرت وزارة الدفاع أيضًا أن تحليل بيانات وسائل المراقبة الإلكترونية لا يدع أي مجال للشك في أن الطائرة المسقطة لم تخترق الأجواء التركية.
وقال الرئيس فلاديمير بوتين إن الطائرة الروسية أسقطت فوق سوريا على بعد 4 كيلومترات من الحدود مع تركيا. ووصف إسقاط الطائرة الروسية بأنه «طعنة في الظهر من شركاء الإرهابيين».

## الطياران
أشارت تقارير إلى ان الطيارين تمكنا من القفز من الطائرة فيما اظهرت مشاهد بثها التلفزيون التركي المظلتين تتجهان نحو الأرض. ونقلت قناة سي إن إن تورك التلفزيونية التركية إن أحد الطيارين أصبح في قبضة قوات تركمانية في سوريا تبحث عن الطيار الآخر.
أعلنت كتائب تركمان سوريا المعارضة في جبال اللاذقية إلقاء القبض على أحد الطيارين الروس، في منطقة عطيرة في ريف اللاذقية الشمالي، بينما عرضت مواقع للمعارضة شريط فيديو يبين أحد الجثث والتي نسبت للطيار أوليغ بيشكوف، الذي منحه فلاديمير بوتين في اليوم التالي وسام بطل الاتحاد الروسي.

## تداعيات
قال مسؤول تركي إن وزارة الخارجية التركية استدعت القائم بالأعمال الروسي يوم الثلاثاء بعد أن أسقطت مقاتلتان تركيتان طائرة حربية روسية على الحدود مع سوريا.
في يوم إسقاط الطائرة أوصى اتحاد السياحة الروسي الشركات الروسية العاملة بالقطاع السياحي بعدم بيع تذاكر الرحلات السياحية إلى تركيا.
في 25 نوفمبر، أعلنت هيئة الأركان العامة للقوات المسلحة الروسية قطع جميع الاتصالات العسكرية مع الجانب التركي. كما أُعلن أيضًا عن أن جميع الطائرات القاذفة سترافقها في طلعاتها مقاتلات تحميها، وكذلك أعلنت هيئة الأركان وضع الطراد موسكو الحامل لصواريخ فورت المضادة للطائرات في ساحل اللاذقية لتعزيز الدفاع الجوي. وفي 26 نوفمبر، نشرت القوات الروسية منظومة إس-400 الدفاعية المتقدمة المضادة للأهداف الجوية في قاعدة حميميم.

### الناتو
أعلن حلف شمال الأطلسي عقد اجتماع طارئ يوم 24 نوفمبر بطلب تركي لبحث إسقاط المقاتلة الروسية. وقالت متحدثة باسم الحلف إن تركيا ستطلع سفراء الدول الأعضاء على الوقائع المحيطة باسقاط الطائرة الروسية.

## ردود الفعل
- الاتحاد الأوروبي: صرح دونالد توسك رئيس المجلس الأوروبي: «يجب على جميع الأطراف الاحتفاظ بالهدوء بعد إسقاط الطائرة الروسية.»[6]
- الصين: في بيان لوزارة الخارجية، دعت الصين إلى «تعزيز التنسيق والتعاون في الحرب على الإرهاب لتجنب وقوع هذا الحادث مرة أخرى». واعتبر البيان إسقاط الطائرة ومقتل الطيار حادثًا مؤسفًا.[15]

## وصلات خارجية
- تحديثات مباشرة من بي بي سي العربية.